# 129342 Ependes
129342 Ependes è un asteroide della fascia principale. Scoperto nel 2005, presenta un'orbita caratterizzata da un semiasse maggiore pari a 2,6171104 UA e da un'eccentricità di 0,2219786, inclinata di 5,08175° rispetto all'eclittica.
Dal 13 giugno al 7 settembre 2006, quando 134340 Pluto ricevette la numerazione ufficiale, è stato l'asteroide denominato con il più alto numero ordinale. Prima della sua denominazione, il primato era di 118172 Vorgebirge.
L'asteroide è dedicato all'omonima località del Canton Friburgo in Svizzera.